# Robert B. Baldwin
Pour les articles homonymes, voir Baldwin.
Robert Bemus Baldwin (né le 24 avril 1923 à Minneapolis et mort le 7 avril 2017 à Gig Harbor) est un amiral américain.
Vice admiral, il a notamment commandé la Septième flotte des États-Unis (entre 1976 et 1978).
Baldwin est l'un des finalistes du premier groupe d'astronautes de la NASA en 1959, mais n'a finalement pas été sélectionné.